# Georg Sombart
Georg Sombart (ur. 1843, zm. 1912) – niemiecki prawnik i urzędnik kolejowy.

## Życiorys
Urodził się w rodzinie hugenotów lub holenderskiej, której przedstawiciele byli kupcami, radnymi i burmistrzami w Ermsleben. Syn Antona Ludwiga Sombarta (1816-1898), geometry, przemysłowca, polityka i działacza stowarzyszenia, oraz Klementyny Liebelt (1821–1895). Obronił pracę doktorską z zakresu prawa. Był zatrudniony na Kolei Nassau (Nassauische Eisenbahn) w Wiesbaden (1874), pełnił funkcję prezesa Królewskiej Dyrekcji Kolei w Szczecinie (Königliche Eisenbahn-Direktion Stettin – KED Stettin) (1901-1909).